# Drepanulatrix ella
Drepanulatrix ella är en fjärilsart som beskrevs av George Duryea Hulst 1896. Drepanulatrix ella ingår i släktet Drepanulatrix och familjen mätare. Inga underarter finns listade i Catalogue of Life.